# Morgan McDonald
Morgan McDonald (* 23. April 1996 in Sydney, New South Wales) ist ein australischer Leichtathlet, der hauptsächlich in Langstrecken- und Crossläufen an den Start geht.

## Leben
Morgan McDonald wuchs in Sydney auf. Er hat eine ältere Schwester und jüngere Zwillingsbrüder. In seiner Heimatstadt besuchte er das Newington College, bevor er Australien in Richtung Vereinigte Staaten verließ, wo er an der University of Wisconsin–Madison ein Masterstudium der Finanzwissenschaften aufnahm und zudem von deren Sportteam, den Wisconsin Badgers, angeheuert wurde. Seit 2019 wird er vom Sportartikelhersteller Under Armour gefördert.

## Sportliche Laufbahn
McDonald tritt seit 2010 in Wettkämpfen in der Leichtathletik an. Damals wurde er Australischer U16-Meister im Crosslauf und gewann ein Jahr später den Titel bei den U18-Meisterschaften in der gleichen Disziplin. 2012 wurde er Australischer U17-Meister im 3000-Meter-Lauf. 2013 siegte er bei den Australischen U18-Meisterschaften im Crosslauf und nahm zudem im U20-Rennen bei den Crosslauf-Weltmeisterschaften in Bydgoszcz teil, das er auf dem 33. Platz beendete. Im März 2014 wurde McDonald Australischer U20-Meister über 5000 Meter und trat über diese Distanz auch bei den U20-Weltmeisterschaften in Eugene an, bei denen er den zehnten Platz belegte. 2015 trat er zum zweiten Mal im U20-Rennen bei Crosslauf-Weltmeisterschaften an. Diesmal kam er auf Platz 40 ins Ziel.
2016 steigerte er seine Bestzeit im 5000-Meter-Lauf auf 13:29,79 min. 2017 lief McDonald in 13:15,83 min persönliche Bestzeit und qualifizierte sich damit für die Weltmeisterschaften in London. Dort verpasste er als Siebter seines Vorlaufes knapp den Einzug in das Finale. Im Februar 2018 siegte er bei den Australischen Meisterschaften und trat zwei Monate später auch bei den Commonwealth Games über 5000 Meter an, bei denen er den achten Platz belegte. 2019 nahm er in Doha an seinen zweiten Weltmeisterschaften teil, bei denen er als Achter seines Laufes erneut knapp am Einzug in das Finale scheiterte. Im Juni 2021 verbesserte sich McDonald über 5000 Meter auf 13:13,67 min und qualifizierte sich damit zum ersten Mal für die Olympischen Sommerspiele. In Tokio lief er im Vorlauf 13:37,36 min und belegte damit den elften Platz in seinem Lauf. Da es sich um den langsameren der beiden Vorläufe handelte, verpasste er somit als 16. nur äußerst knapp den Einzug in das Finale.

## Wichtige Wettbewerbe
| Jahr                   | Veranstaltung                 | Ort                    | Platz                  | Disziplin              | Zeit                   |
| Startet für Australien | Startet für Australien        | Startet für Australien | Startet für Australien | Startet für Australien | Startet für Australien |
| ---------------------- | ----------------------------- | ---------------------- | ---------------------- | ---------------------- | ---------------------- |
| 2013                   | Crosslauf-Weltmeisterschaften | Bydgoszcz              | 33.                    | U20-Rennen             | 23:21 min              |
| 2014                   | U20-Weltmeisterschaften       | Eugene                 | 10.                    | 5000 m                 | 14:10,08 min           |
| 2015                   | Crosslauf-Weltmeisterschaften | Guiyang                | 40.                    | U20-Rennen             | 25:56 min              |
| 2017                   | Weltmeisterschaften           | London                 | 20.                    | 5000 m                 | 13:30,73 min           |
| 2018                   | Commonwealth Games            | Gold Coast             | 8.                     | 5000 m                 | 14:11,37 min           |
| 2019                   | Weltmeisterschaften           | Doha                   | 17.                    | 5000 m                 | 13:26,80 min           |
| 2021                   | Olympische Sommerspiele       | Tokio                  | 16.                    | 5000 m                 | 13:37,36 min           |

## Persönliche Bestleistungen
Freiluft
- 1500 m: 3:37,42 min, 15. August 2020, Nashville
- 3000 m: 7:41,55 min, 6. Februar 2021, Phoenix
- 5000 m: 13:13,67 min, 12. Juni 2021, Nizza
- 10.000 m: 27:58,75 min, 14. Mai 2021, Irvine

Halle
- 1500 m: 3:41,80 min, 5. Februar 2016, New York City
- 3000 m: 7:42,76 min, 9. Februar 2019, New York City
- 5000 m: 13:37,85 min, 23. Februar 2019, Ann Arbor